# Parroquia Matriz de San Lorenzo (Las Palmas de Gran Canaria)
La parroquia matriz y arcipreztal de san Lorenzo, diácono y mártir, se encuentra en el municipio grancanario de Las Palmas de Gran Canaria. Asentada en el pueblo de San Lorenzo fue construida en el siglo XVII, tras ser concedido el permiso por el obispo de Canarias, Francisco Sánchez de Villanueva y Vega. Esta parroquia forma el arciprestazgo de san Lorenzo junto a las parroquias de Tamaraceite, Tenoya y Lomo Los Frailes, dentro de la vicaría episcopal de Las Palmas en la diócesis de Canarias. 
La parroquia matriz de san Lorenzo es la segunda parroquia más antigua de la ciudad, después del Sagrario Catedral. Un bello edificio, de Bien de Interés Cultural, que cuenta con un rico patrimonio religioso, artístico y cultural, que ha ido adquiriendo y conservando durante más de 330 años de historia. 
Su patrono principal es san Lorenzo, cuyos festejos son en agosto, y Nuestra Señora del Buen Suceso y san Sebastián de Narbona como compatronos.
Esta parroquia cuenta con un archivo histórico de gran importancia y con un cementerio parroquial. Además, administra tres parroquias anejas: Inmaculada de la Medalla Milagrosa (La Milagrosa, Altos de San Lorenzo), san Gregorio Magno (Siete Puertas) y san Francisco de Asís (Almatriche Alto).

## Historia

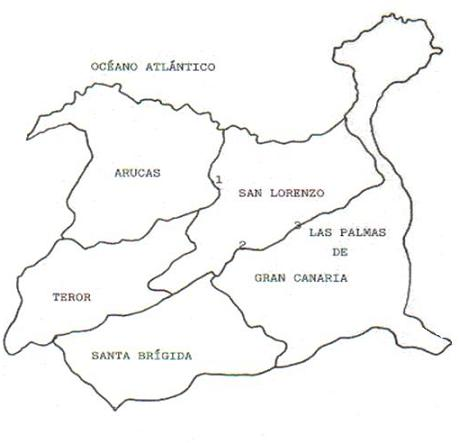
En el presente gráfico se puede apreciar el municipio de San Lorenzo y sus colindantes hasta el año 1937 que fue anexionado a Las Palmas de Gran Canaria

Presumiblemente en el siglo XVI y el primer cuarto del XVII los estantes en el Lugarejo, como se denominaba antes el pueblo, eran los pedreros que trabajaban en las canteras cercanas, que al convertirse en estantes impulsarán la aprobación de una parroquia.
El obispo de Canarias, Francisco Sánchez de Villanueva y Vega concedió el permiso de erección de la ermita el 14 de marzo de 1638, con la condición de que los vecinos tenían que obligarse a costear toda la fábrica y dotación de la misma. De la dedicación de la ermita a san Lorenzo no se tienen noticias.
La parroquia de san Lorenzo fue creada ayuda de la del Sagrario de la Catedral, separándose directamente de esta última. En el primer libro de Fábrica del Lugarejo de Tamaraceite hay una nota que dice: «...el año 1640; y se bendijo y cantó misa en el día de nuestro glorioso patrono del año 1645. El once de marzo de 1681 se colocó el Santísimo para erigir en parroquia”.
La primera boda y velación celebrada en esta ermita fue el 12 de febrero de 1646, la de una hija del «Capitán y Alcalde del Lugarejo de Tamaraceite, Lázaro de Ortega y de María Vidal(...) fueron los primeros que se han velado por ser iglesia nueva». El 2 de septiembre de 1680 era capellán de esta ermita el presbítero Juan González Travieso y aparece casando y velando ese día en su capilla con licencia del cura del Sagrario.
Es a partir del año 1663 con la ermita construida, según los protocolos y libros parroquiales, cuando es sustituido el arcaísmo castellano «lugarejo», por el lugar de san Lorenzo. Como el lugar estaba lejos de la iglesia del Sagrario y sus habitantes se habían multiplicado, el cabildo catedral pidió licencia a García Ximénez a Tenerife para hacerla ayuda de parroquia.
Así lo comunica el prelado al rey el 9 de octubre de 1687: «Yo en mi tiempo las parroquias que he erigido (...) la de San Lorenzo, que era una ermita perteneciente al Sagrario de mi Catedral de Canaria y por haberse aumentado su vecindad y la incomodidad de salir los curas del Sagrario a administrar los sacramentos, me pidió mi Cabildo la erigiese en parroquia anexa al Sagrario con cura separado que fuese de su nombramiento como lo son los otros y así se hizo».
En el libro primero de fábrica de la parroquia de san Lorenzo se puede leer que los linderos y términos de la parroquia constan en el número uno del protocolo de escrituras e instrumentos que se hacen en la visita realizada en el mes de marzo del año 1681, colocándose en el libro primero de bautismos.
De lo que se nos indica en el escrito anterior, hoy en día nada aparece, por tanto en un principio tenemos que acudir a los libros parroquiales, para que a través de los topónimos que se citan, tanto en las actas de bautismo como en las de matrimonios y defunciones, nos conduzcan a una reconstrucción aproximada de la extensión de la parroquia por aquellos años de fines del siglo XVII.
Del año 1863 data un interesante documento en el que podemos leer: 
“... la jurisdicción eclesiástica de una parroquia debe seguir la demarcación civil de su Ayuntamiento en los lugares donde no exista expediente eclesiástico que nos indique lo contrario.
Las parroquias de Teror, Arucas y Santa Brígida, con las que linda la de San Lorenzo, no reconocen otro término en sus jurisdicciones sino el que marca la jurisdicción civil, que consta del padrón vecinal que forman los respectivos Ayuntamientos, y como en San Lorenzo no hay documento que acredite su demarcación eclesiástica ha sido costumbre seguir la demarcación civil. Los límites de San Lorenzo comienzan en la Cruz de Piedra, situada enfrente del Castillo del Rey, siguiendo todo el Lomo que domina los Barrancos de la Ciudad, y baja al Molino de Albiturría, sito en dichos barrancos”. 
En el mencionado documento también encontramos una cita con la fecha de la erección de la parroquia, en cuyo expediente se dice que los límites no han de extenderse más allá del molino del arcediano Domingo de Albiturría.
Las palabras del citado personaje certifican la veracidad del documento, ya que en el año 1681 se ponía a su molino como referente del límite parroquial de San Lorenzo con la vecina ciudad de Las Palmas de Gran Canaria.
El municipio de san Lorenzo y la jurisdicción de su parroquia coincidieron en su extensión hasta el año 1937, salvo la zona del Puerto y La Isleta como ya veremos más adelante. En este último año mencionado la parroquia va a ver disminuida su feligresía al desmembrarse parte de la misma y crearse así otras parroquias. A pesar de ello, los límites no han permanecido inalterables a lo largo de los años, ya que se han producido ligeras modificaciones
Los límites parroquiales de san Lorenzo eran por el noroeste Arucas y Teror, separado de ambas por el límite natural del barranco de Tenoya y sus prolongaciones, también limitaba con Santa Brígida, y por el sur el barranco de Guiniguada la separaba de la jurisdicción de la ciudad, así como también la separaba de esta última por el este, los barrancos de la ciudad, como ya vimos en el documento del año 1863. Al inaugurarse la parroquia de san Lorenzo en marzo de 1681, se designa el barranco de Tenoya como nuevo límite, perdiendo la jurisdicción de Arucas parte de su feligresía.
Los linderos que marcaban la separación entre la jurisdicción de Teror y la de San Lorenzo seguían el camino real que iba al Laureral, atravesando la Caldera que separaba ambas jurisdicciones. Fue solo por un convenio entre los curas de San Lorenzo y de Teror, por lo que a ruego de los vecinos del Espartero y Pinar de Ojeda, allá por el año 1682, acordaron que podían ser administrados en lo eclesiástico por el cura de Teror, debido a que esta última parroquia les quedaba mucho más cerca. Ante aquellos argumentos el cura de san Lorenzo le cede al de la parroquia de Teror los emolumentos de bautismo, muerte y matrimonio, aunque quedaba claro que en el orden civil seguirían siendo vecinos de san Lorenzo. Con el paso del tiempo aquel acuerdo verbal, entre los curas de ambas jurisdicciones, llevaría a que aquellos pequeños pagos pasaran a pertenecer al municipio de Teror también en el orden civil, debido a que era algo incongruente que para asuntos civiles aquellos vecinos se tuvieran que desplazar a san Lorenzo y para los de carácter religiosos a Teror. Desde el punto de vista civil, el 6 de julio de 1841 los vecinos de Espartero y Pinar de Ojeda lograron su propósito de pertenecer al municipio vecino de Teror.
A pesar de ese recorte en su jurisdicción la extensión que va a cubrir la parroquia de san Lorenzo va a ser bastante considerable y debido a ello, para evitar esas tremendas distancias, se aprovechaban las diferentes ermitas existentes en la Jurisdicción.
No sólo el Espartero y Pinal de Ojeda(en los documentos de época siempre aparece como Pinal) fueron zonas de conflicto tanto a nivel civil como eclesiástico, sino que otras como Tinoca, que más tarde pertenecerá a la jurisdicción de Arucas, fueron asistidas por la parroquia de san Lorenzo hasta comienzos del siglo XVIII, según consta en las partidas de nacimiento del año 1709.
Los problemas de límites parroquiales se mantendrán a lo largo del siglo XVIII, o al menos no estaban claros, pues había vecinos del Espartero que venían a la parroquia de san Lorenzo a bautizar a sus hijos hasta el año 1714, a pesar de los acuerdos que habían sido tomados entre los curas de Teror y San Lorenzo.
Durante el primer cuarto del citado siglo muchos de los pobladores de Tafira, que pertenecían a la jurisdicción de la Ciudad, venían a San Lorenzo a bautizar a sus hijos debido a la proximidad geográfica, y ello seguiría sucediendo hasta el momento en que Tafira tuviera su propia parroquia, e incluso con posterioridad seguirán muchos vecinos de Tafira acudiendo a San Lorenzo para solucionar sus problemas relacionados con la fe.
Los límites de la parroquia de san Lorenzo van a permanecer casi inalterables durante 256 años, pero a partir del año 1937 dos de sus primitivas ermitas se convertirían en sendas sedes parroquiales: Tenoya y Tamaraceite.

## Descripción del Templo
- Patrimonio

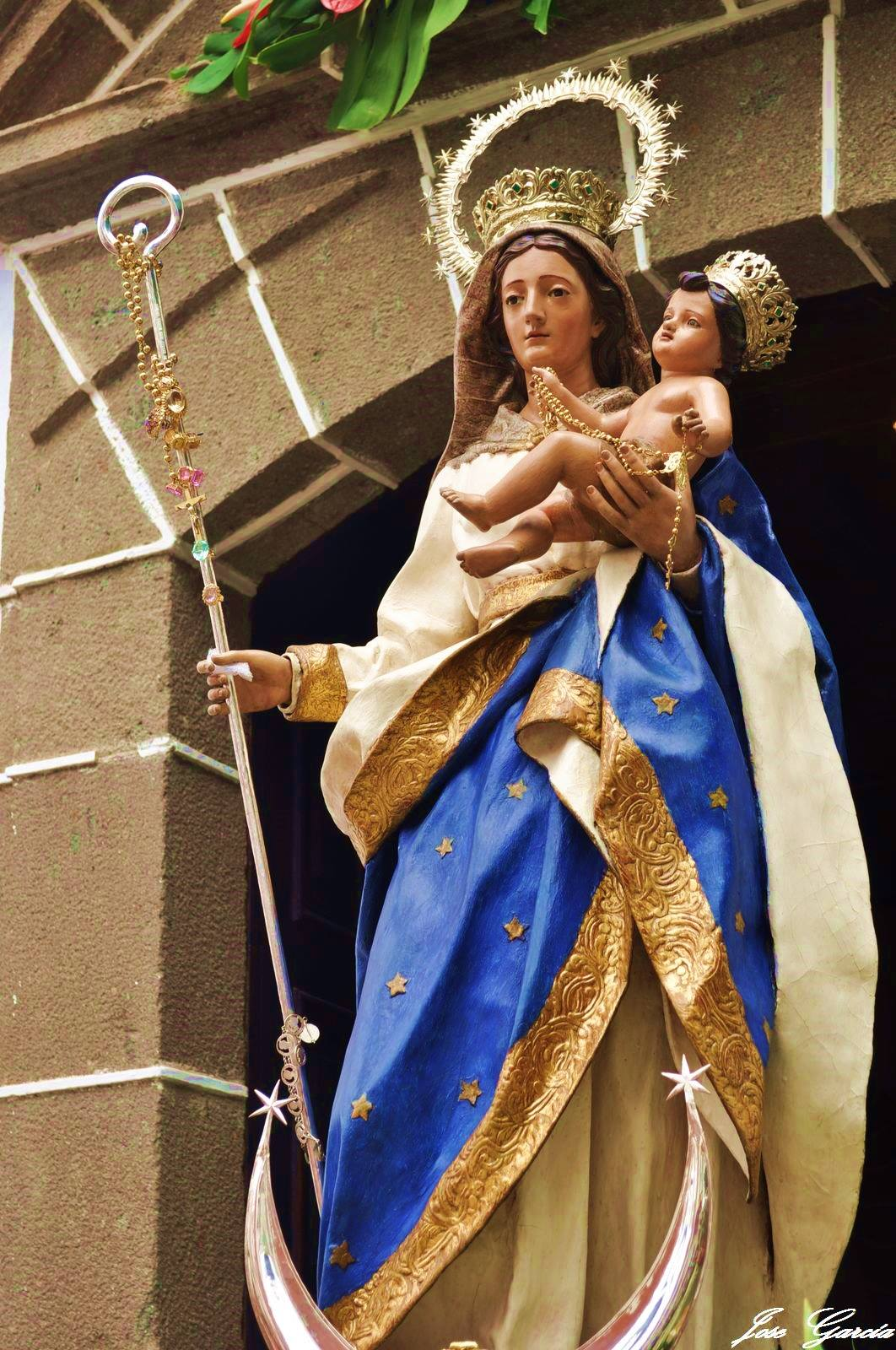
Imagen de Nuestra Señora del Buen Suceso, compatrona de san Lorenzo.. Autor anónimo.

Uno de los aspectos más valiosos del patrimonio histórico-artístico de la parroquia matriz de san Lorenzo es su variedad de tipologías; imágenes: de candelero, de talla e incluso en miniatura, pinturas, retablos: tallados en madera y piedra, lámparas, muebles, orfebrería y vestimentas litúrgicas, reliquias, pilas de cantería, joyas y un largo etcétera, dan formato a una larga historia de más de tres siglos y medio, de los cuales, casi la mitad se inscribe en el movimiento barroco, momento propicio en el cual nuestras iglesias se llenan de retablos, imágenes y pinturas. 
En este sentido el barroco se nutre del ideario tridentino, que afirma que en las iglesias se podía tener y conservar imágenes, tanto de Cristo como de su Madre y otros santos, a los que se debía tributar honor y veneración. La imagen sería colocada a la veneración de los fieles en un retablo, convirtiéndose, en manos de la Iglesia, en un medio muy importante de activación de la fe y la piedad. Por otro lado, servían como medio de instruir al pueblo, puesto que Trento pretendía eliminar todo lo que hubiera de supersticioso en la veneración tanto de los santos como de sus reliquias.
Desde aquí, la evolución de la historia del arte canario desde el siglo XVI ha sido definida como un no parar en la importación de pinturas, esculturas y piezas de orfebrería.
Cuando un donante quiso destacar su estima por una determinada advocación, o deseo enriquecer un templo, recurrió al encargo allende los mares. Así fue prosperando el patrimonio artístico del archipiélago. 
No obstante, ello no significó la inexistencia de escultores locales, cuyas modestas realizaciones hubieron de competir con otras de artistas notorios, sin contar con las llegadas desde tierras americanas.
La mayor parte de las imágenes y otros objetos de culto de la parroquia son fruto de la generosidad de sus vecinos, bien porque fueron donadas directamente, bien porque estos contribuyeron con la parroquia para obtenerlas.
Este compromiso se ha mantenido y en la actualidad, más vigente que nunca, se materializa en toda una serie de proyectos de restauración y conservación que se han realizado en los últimos tres años, teniendo como principales patrocinadores a los vecinos de la parroquia. 
Uno de los primeros ejemplos del desprendimiento de los vecinos para con su iglesia fue la imagen de la Virgen del Buen Suceso, donada mucho antes de la existencia de la parroquia y que fue traída desde Fuerteventura por Catalina de Armas Marichal en el año 1652. 

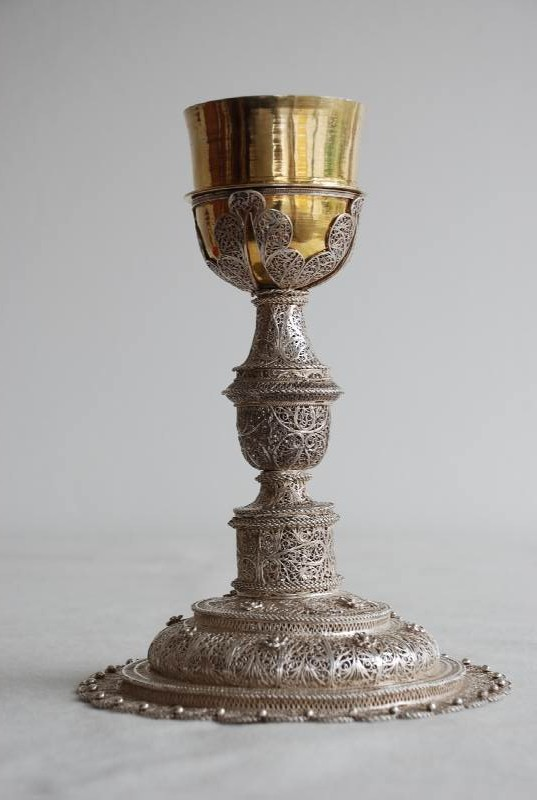
Cáliz de Filigrana. Único en el mundo. Procedente de México

La existencia de una imagen de la Virgen tan venerada por los vecinos propicia la donación de joyas y otros enseres para su adorno, este es el caso de las dos coronas que lucen la Virgen y el Niño. Dichas coronas fueron traídas desde Caracas (Venezuela) por Juan Agustín Naranjo y Nieto que ejerció en Venezuela importantes cargos eclesiásticos.
Este mismo fue el donante de la arqueta de carey con incrustaciones de plata que es una de las piezas estrellas de la parroquia. Acompañan a la arqueta un pequeño copón y patena de plata sobredorada así como una llave con cadena de plata que se guarda en una cajita de cristal.
Otra pieza importante es el cáliz de filigrana de origen también americano así como el marco de plata en que se custodia una reliquia de san Lorenzo con certificado de autenticidad. Dicha reliquia fue traída por el rey Felipe II de España. 
Con respecto a las reliquias una de las propuestas más destacadas del templo es la caja de cedro con cerradura de hierro forjada y decorada con medallones de metal y cristal conteniendo reliquias. Hasta ahora se había considerado que dicha caja servía para guardar la arqueta ya mencionada sin embargo, contamos con sobrados indicios de que su auténtico uso fue como Sagrario. La parroquia posee una imagen-relicario que representa al santo Hermano Pedro de San José de Betancur, primer santo canario. En el pecho encontramos una hornacina en la que se halla un trozo de hueso de una costilla derecha, un hilo de su hábito original, un fragmento de tela con la que se envolvieron sus huesos para la beatificación y una flor de árbol sembrada por el Santo, todas poseen su certificado de autenticidad. 
La pintura también está presente, algunas de las obras más importantes son: un cuadro de ánimas de gran formato; una Huida a Egipto y dos pinturas dedicadas a la Virgen, una Glorificación con santos y una Inmaculada que suponen una claro testimonio de los, incluso hoy en día, estrechos lazos entre Canarias y América, con el añadido de que a ambas obras se les atribuye un origen castellano.
Algunas de las imágenes más destacadas son: un san Pedro mártir, un Sagrado Corazón de terracota, dos tallas del niño Jesús, una de las cuales es la imagen de la primera exposición "Salvados de la quema. San Lorenzo, el tesoro de la Iglesia", una imagen de Virgen en miniatura, representando el motivo iconográfico de la Soledad, la imagen de san Lorenzo, de origen desconocido por el momento, la imagen de san Sebastián y de un san Lorenzo, denominado El Chico, ambas donaciones, una imagen de san Antonio de Padua y como no, las imágenes de Nuestra Señora de los Dolores y san Juan Evangelista, ambas de vestir, y de especial cariño en el pueblo.

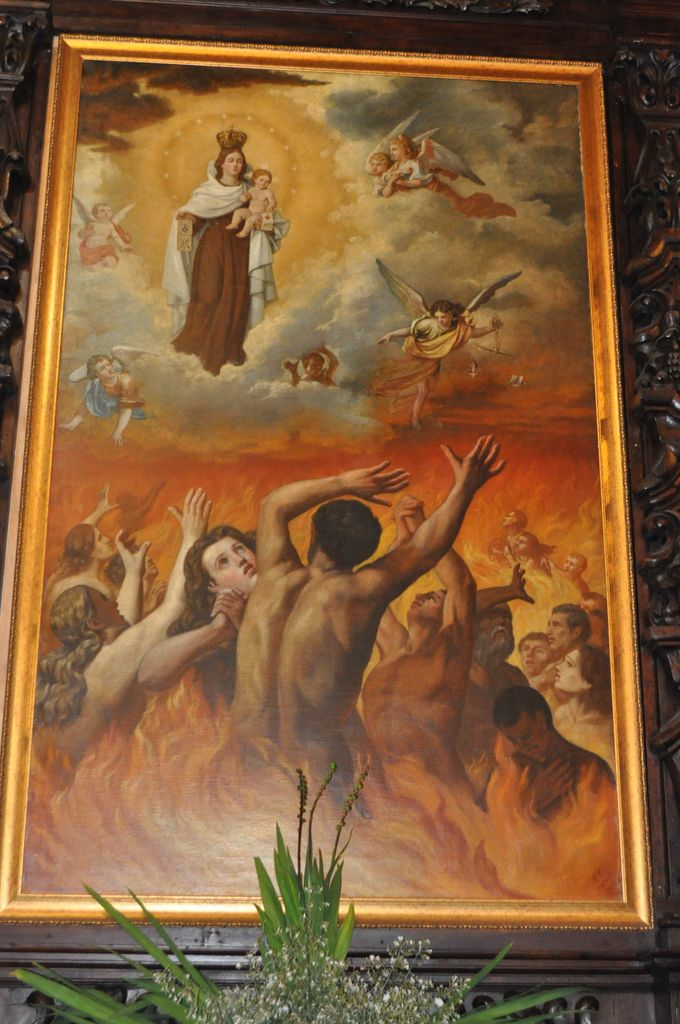
Cuadro de Ánimas de san Lorenzo. Se encuentra en la nave de la derecha.

Además posee diversas vidrieras que representan parte de la vida y martirio de san Lorenzo, de la Eucaristía y el palmito y la parrilla, los símbolos del santo patrono Lorenzo.
Así mismo la parroquia posee una importante colección de enseres como el ropero para vestimentas litúrgicas que fue rescatado para el uso por el que fue concebido. 
De entre las ropas litúrgicas que se conservan se muestra una casulla denominada de tipo guitarra de color rojo, de tela brocada con forro de raso. Forma parte de una magnífica colección de casullas, estolas cubre cáliz y cubre piedra de altar, a juego y de distintos colores según el momento litúrgico (blanco, rojo, verde, negro y morado).
Una gran colección de piezas entre pintura, escultura, orfebrería, ropas litúrgicas, libros, etcétera. Todas con acreditado valor histórico-artístico, algunas, además, piezas únicas en el mundo. Son obras que testimonian la aventura americana de los canarios, tanto en el pasado, como ahora que regresan algunos de los que emigraron, la complejidad de la propiedad de la tierra y el agua, o el devenir de la Fe a lo largo de los siglos.

## San Lorenzo, diácono y mártir
En el estudio de la religiosidad de un pueblo no nos podemos olvidar de la importancia, que a nivel popular, tienen las imágenes de sus santos más representativos, pues son, en muchas ocasiones, las imágenes y objetos de culto los que realmente impulsan el sentimiento religioso de la comunidad.
En esta parroquia hay que destacar la fuerza de convocatoria y de devoción que tiene la imagen de san Lorenzo, desde el año 1638, con ocasión de la escritura de dotación de la ermita, nos decían los vecinos que “...habían elegido a suerte como Patrono a San Lorenzo”.
La ermita se bendijo en el año 1645 con una imagen de san Lorenzo, de pequeño tamaño, llamado cariñosamente san Lorenzo "El Chico", señal inequívoca que la imagen grande del santo aún no había llegado al Lugarejo. Posiblemente llegara por aquellos primeros momentos, pero lo que sí es seguro es que hacia el año 1662 ya se encontraba en la ermita.

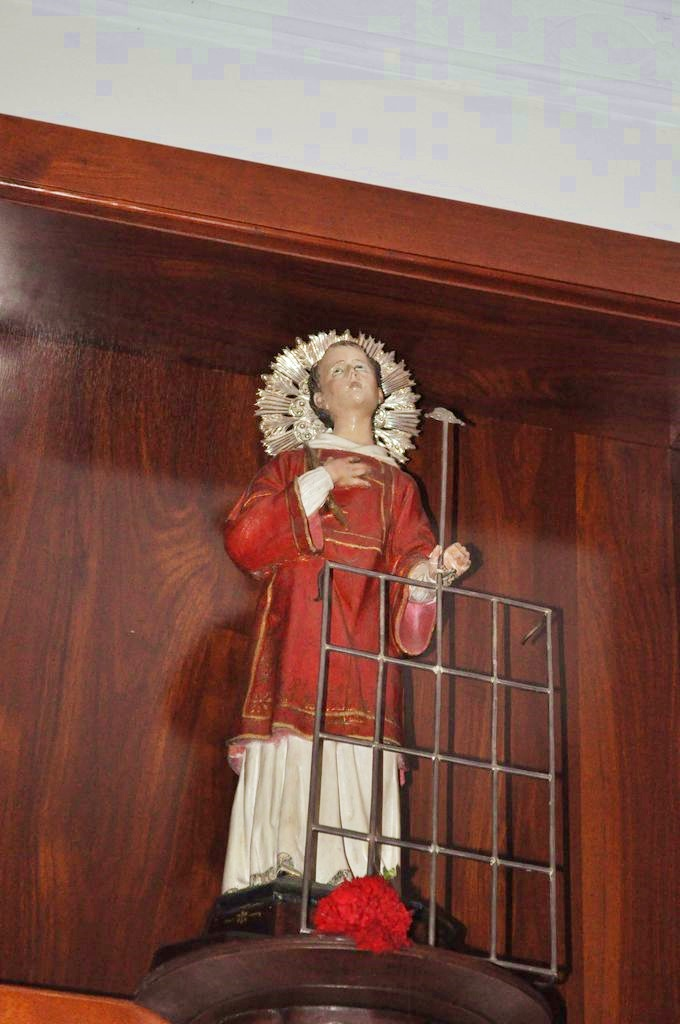
Imagen de san Lorenzo "El Chico". Primera en llegar a la ermita.. Madera policromada. Autor anónimo

Ni en los libros de fábrica ni en ningún otro documento aparece reseña alguna mencionando el cambio de dicha imagen por otra, pero lo que si se puede afirmar es que fue restaurada en el año 1835, como ya veremos más adelante.
Desde hace bastantes años muchos interesados en el tema se han preguntado sobre el autor y el momento en que fue hecha la imagen, al respecto ya en el año 1934 el presbítero Pedro Hernández escribía en el diario Hoy sobre el tema, encabezando su escrito con esta pregunta: ¿Es de Luján la imagen de San Lorenzo?
Después de exponer sus opiniones en el referido artículo lo concluye afirmando, “...que evidentemente no es del célebre imaginero Luján Pérez”.
Entre los años 1768 y 1769, según consta en las cuentas de fábrica, se recogieron treinta reales para la ayuda de composición del santo, y además se pagaron "...dos de plata a los dos peones que llevaron las andas para traer el Santo de la Ciudad”.
La palabra composición también aparece en la reparación o restauración que se le hace a la imagen en el año 1835, con lo que posiblemente fuera también en aquella ocasión otra obra de restauración.
La teoría que la imagen actual de san Lorenzo es la que ya se encontraba en la ermita en el año 1662, por lo que se descarta que esta imagen fuera hecha en las islas, debido a que en el siglo XVII la producción escultórica fue escasa y además de poca calidad, todo lo contrario a la imagen de san Lorenzo.
En cambio hubo un intenso tráfico con Canarias desde Andalucía, Flandes, Portugal y Génova entre otros, lo que nos hace pensar que la talla de san Lorenzo pudiera pertenecer a las escuelas sevillana o flamenca.
Existe la otra posibilidad, es decir, que la imagen fuera hecha entre las fechas mencionadas de 1768 y 1769, en este caso vamos a estudiar las posibilidades de los escultores que trabajaban en la isla por aquellos años. Luján Pérez, el más grande de los imagineros canarios en estilo barroco, queda descartado pues nació el 9 de mayo de 1756, por lo que el artista tendría en aquellas fechas doce o trece años; de la misma manera también queda descartado su alumno y seguidor Fernando Estévez de Salas, referente del neoclásico en Canarias, al haber nacido en el año 1788, y sus otros discípulos por la misma causa.
Dentro de los descartes también entra el escultor Marcelo Gómez Carmona, nacido en la isla de La Palma e instalado en Gran Canaria por aquellos años, pues si bien nació en el año 1725, en el año 1758 embarcó para Caracas para ocupar el cargo de Condestable, estudiando allí cirugía y ejerciendo su profesión.
No hay que olvidar la posibilidad de que a lo largo del siglo XVIII llegan desde Génova un amplio número de imágenes esculpidas sobre madera, con características muy semejantes a la imaginería andaluza.
Un dato muy interesante a tener en cuenta, cual es que el arquitecto Diego Nicolás Eduardo hacía los dictámenes académicos de la escuela de dibujo que había instituido el deán Gerónimo de Roo, personaje muy ligado al pueblo de San Lorenzo.
Gerónimo de Roo era deán y canónigo de la catedral de Canarias y fundó en San Lorenzo, entre otras cosas, un pósito para aliviar a su pobre vecindario, así como también instauró una escuela de primeras letras en el año 1801.
No sólo eso, sino que poseía en san Lorenzo una finca, cuyo lugar fue conocido con su apellido Roo, y también construyó unas casas que destinó para vivienda de los curas de la Parroquia.

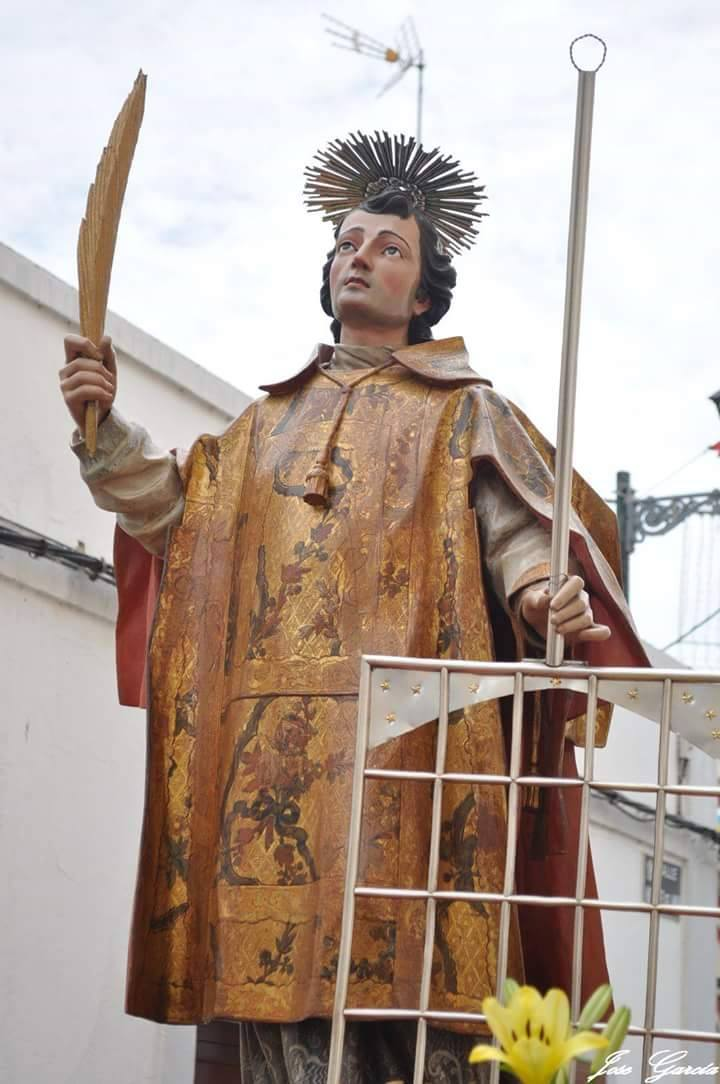
Imagen de san Lorenzo, patrono principal de la parroquia y del pueblo que lleva su nombre.. Autor anónimo.

Debido a todas esas relaciones con San Lorenzo no sería de extrañar que también encargara, por los años 1768 o 1769 a su amigo Diego Nicolás Eduardo, una imagen del patrono de san Lorenzo.
En detrimento de esta última hipótesis está el hecho de que en sesenta y seis años la escultura presentara desperfectos, que llevaron a su restauración en el año 1835, pues me parecen pocos años como para que la Imagen esté tan deteriorada, pero evidentemente no podemos descartarlo.
A pesar de esta hipótesis es de destacar que Diego Nicolás Eduardo nunca se embarcó en las artes de la imaginería puesto que su única profesión y la que desempeñó en su vida fue la de arquitecto siendo su trabajo más destacable en la catedral de Canarias.
Siendo mayordomo de fábrica el cura Sebastián de Troya, cuando un discípulo directo de Luján Pérez recibió el encargo de la composición del santo, no siendo el primer trabajo que hacía para la parroquia de san Lorenzo, ya que con fecha de 23 de junio de 1834 compuso dos faroletas de vidrio.
Para llevar a cabo la composición en cuestión el santo fue llevado a Las Palmas, pagándose al maestro carpintero Juan Negrín la cantidad de dos pesos, cinco reales de plata y cinco cuartos por hacer una urna en la que poder trasladar a san Lorenzo. Además se nos decía que se pagaron al escultor Manuel Hernández la cantidad de diez pesos “...por la composición de la efigie del Santo”.
De nuevo se pagaron cuarenta reales de vellón al citado Juan Negrín por hacer otra urna para la conducción de la imagen al pueblo de San Lorenzo el 5 de agosto de 1835.
Esta noticia puede llevarnos a pensar que fue hecha en dicha fecha por el mencionado escultor, pero las dudas se disipan cuando en un recibo firmado por Manuel Hernández se nos dan detalles de su trabajo, aclara que con fecha 6 de agosto de 1835 recibió diez pesos del cura Sebastián de Troya por la composición de la imagen de San Lorenzo, “... como fue: ponerle un ojo de cristal, barnizar rostro y manos”.
Este escultor, nacido en el año 1802, era conocido con el apodo de "Morenito” y era uno de los discípulos preferidos del maestro Luján Pérez, destacando entre sus obras la imagen de la Dolorosa de Santa Cruz de La Palma, también se le atribuye el san Juan Evangelista de la parroquia de santo Domingo, en la misma isla de La Palma, así como concluir varias obras de su maestro, a la muerte de éste, como fueron la Virgen del Carmen de la parroquia matriz de San Agustín y la Virgen de la Antigua que finalizó para el cabildo catedralicio, ambas se pueden apreciar en Las Palmas de Gran Canaria.
Manuel Hernández acostumbraba, en el taller de su maestro, darle los últimos toques a las obras que hacía Luján, es decir, una vez que el maestro había hecho el grueso de la obra, como era el esculpirla, su discípulo se encargaba en darle los últimos toques, ya que Luján generalmente se encargaba sólo de la cara y de las manos.
Con el paso de los años la imagen de san Lorenzo siguió siendo restaurada, haciéndolo en varias ocasiones, en el último cuarto del siglo XX, el artista plástico y vecino de Tamaraceite, Antonio Abad Arencibia Villegas. Según se ha podido observar en diversas fotografías de la imagen de san Lorenzo, a lo largo de los últimos años, las facciones de la cara del santo experimentaron ligeras variaciones, debido a las restauraciones llevadas a cabo.

## Cultos
Los cultos que tienen lugar en este templo son siempre de gran solemnidad, tal corresponde a la supremacía que tiene a distintos templos de Canarias, todo ello fundamentado en su abolengo histórico religioso.
Destaca de una manera singular la festividad del titular san Lorenzo, en el mes de agosto, que convierte al pueblo y a la ciudad de Las Palmas de Gran Canaria en uno de los centros más visitados de la diócesis de Canarias, dada la mucha devoción que se tiene el santo. Dicha festividad se enmarca dentro de un amplio programa religioso, cultural y popular, destacando el novenario, la festividad litúrgica el 10 de agosto, la romería-ofrenda y la festividad de la Virgen del Buen Suceso, el 14 y 15 de agosto. Cabe destacar también, el gran espectáculo pirotécnico en la noche del 9 al 10 de agosto, que rinde homenaje al santo patrono Lorenzo, un espectáculo de luz, color y sonido que iluminan durante 30 minutos toda la isla de Gran Canaria, acabando con un gran volcán de voladores, obra de los vecinos. Un espectáculo que congrega a más de 80.000 espectadores cada año. Las fiestas patronales de san Lorenzo están declaradas "Fiestas de la Ciudad de Las Palmas de Gran Canaria" desde 1990.
Otras celebraciones importantes son la Semana Santa, el Corpus Christi y las fiestas de los diferentes barrios pertenecientes a esta parroquia como es el caso de La Milagrosa en el mes de julio. También cabe destacar la especial devoción a las imágenes de san José, la Virgen del Carmen y la Virgen de Fátima.